# 北伊靈站
北伊靈站（英語：North Ealing tube station）是倫敦地鐵皮卡迪利線鄂克斯橋支線的一個車站，位於伊靈公園站和皇家公園站之間。北伊靈站位於倫敦第3收費區。車站開通於1903年6月23日，當時是區域鐵路的車站。

## 外部連結
- . Photographic Archive. London Transport Museum.   [2016-03-01]. （原始内容存档于2014-02-21）.
  - North Ealing station, circa 1907
  - Platforms, 1940
  - North Ealing station, 1958